# Mare de Déu de les Olletes
|  | No s'ha de confondre amb Oratori d'Olletes. |

El santuari de la Mare de Déu de les Olletes està situat a la Vall d'en Bas dins un barranc i es troba a 1.036 metres sobre el nivell del mar, al vessant nord del Puigsacalm just sota Santa Magdalena del Mont. La cova té cinc metres d'alçada per vuit de fondària i quatre d'amplada.
Segons la llegenda el seu nom prové al fet que la imatge fou trobada dins una de les moltes cavitats en forma d'olla que es troben pels voltants.
L'aplec a l'ermita, es realitza el primer diumenge de setembre.